# Cmentarz żydowski w Babiaku
Cmentarz żydowski w Babiaku – cmentarz żydowski w Babiaku, założony w XIX wieku. 
Znajduje się po północnej stronie ul. Leśnej, ok. 400 m na zachód od skrzyżowania z ul. Zieloną. Został zniszczony podczas II wojny światowej i obecnie brak na nim nagrobków. Na terenie cmentarza postawiono tablicę informacyjną.